# Squamish (Canada)
Squamish (/ˈskwɔːmɪʃ/; popolazione al censimento 2016: 19.512) è una comunità e una municipalità distrettuale nella provincia canadese della Columbia Britannica, ubicata all'estremità settentrionale della Baia di Howe sulla Sea to Sky Highway. La popolazione della divisione censuaria di Squamish – che include le riserve della Nazione Squamish non governate dalla municipalità – è di 19.893 abitanti.
La città di Squamish vide i suoi inizi durante la costruzione della Pacific Great Eastern Railway negli anni 1910. Fu il primo capolinea meridionale di quella ferrovia (ora parte della CN). La città rimane importante per il funzionamento della linea e del porto locale. La silvicoltura è stata tradizionalmente la principale industria dell'area, e il più grande datore di lavoro per la città era l'impianto per la produzione di polpa di legno della Western Forest Products. Tuttavia, la Western Pulp cessò definitivamente le sue attività il 26 gennaio 2006. Prima dell'impianto per la produzione della polpa di legno, il principale datore di lavoro della città era stata la International Forest Products (Interfor) con il suo impianto di segheria e di taglio di legname, ma aveva cessato l'attività alcuni anni prima della chiusura della fabbrica di polpa di legno. Negli ultimi anni, Squamish è diventata popolare presso i residenti di Vancouver e Whistler per sfuggire all'aumento del costo della vita in quelle città, entrambe a meno di un'ora di autostrada. Il turismo è diventato infatti una parte sempre più importante dell'economia cittadina, con particolare attenzione alle attività ricreative all'aria aperta.

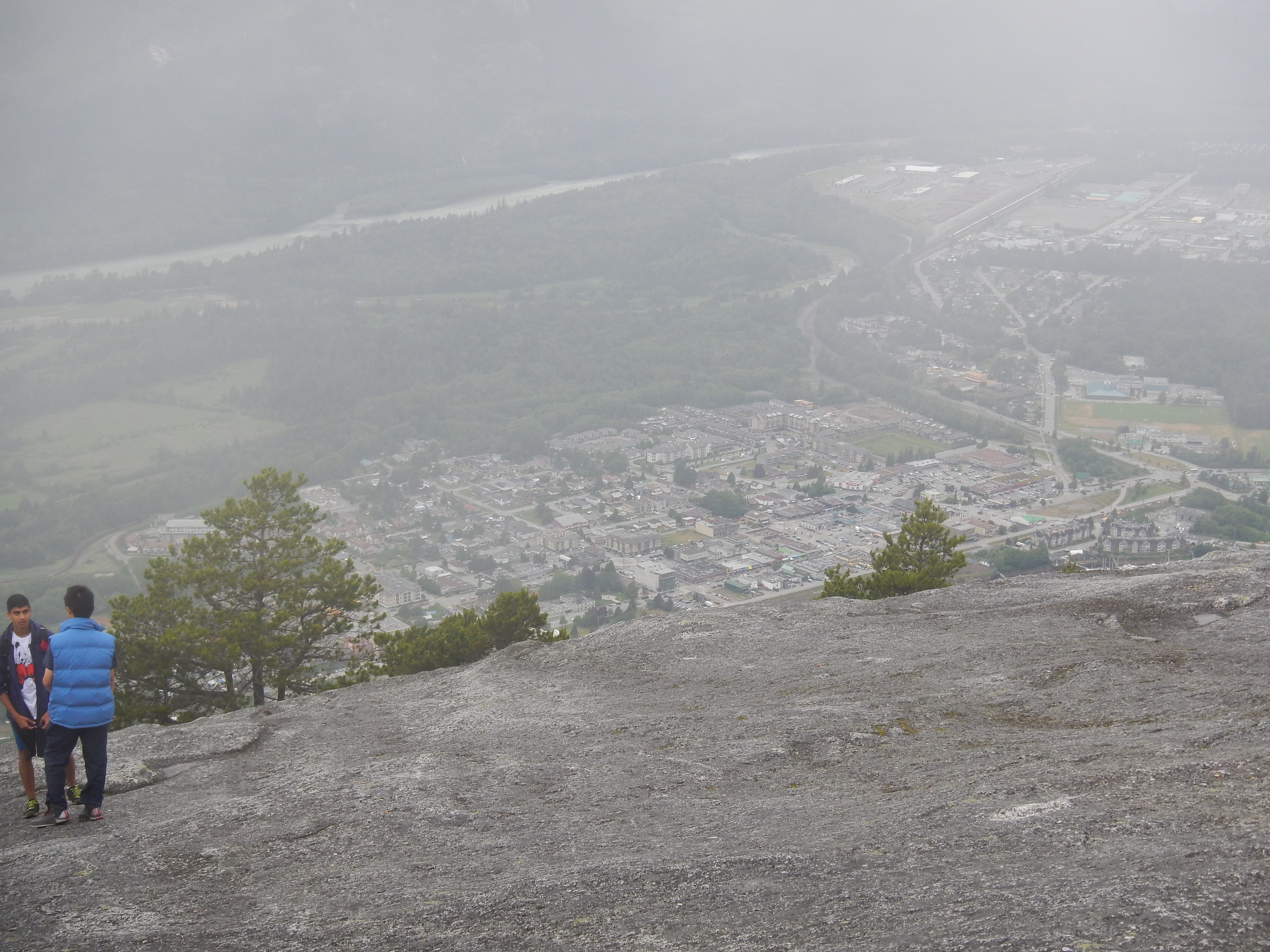
Veduta di Squamish da Stawamus Chief

## Popolo squamish
Gli Squamish sono un popolo indigeno la cui patria include l'odierna area di Squamish (Columbia Britannica). Essi hanno abitato un'area della Columbia Britannica sud-occidentale che comprende Vancouver Nord e Sud, Burrard Inlet ed English Bay. La parola Squamish deriva dal nome di questo popolo, che nella sua lingua è Sḵwx̱wú7mesh. Gli Squamish risiedono principalmente in un numero di riserve indiane possedute e gestite dalla Nazione Squamish nell'area della Valle dello Squamish. Alcuni luoghi e nomi nella zona derivano da parole e nomi della lingua squamish. Ch’iyáḵmesh è il nome di un vecchio villaggio che era ubicato sul Cheakamus. St’á7mes è una comunità ubicata vicino all'entrata sud della città per Squamish, che si trova sotto allo Stawamus Chief, che prende il suo nome da quel villaggio. Mámx̱wem è da dove proviene anche il nome del fiume Mamquam.
Il territorio Squamish comprende 6.732 km², benché le terre controllate dal governo della tribù della Nazione Squamish siano relativamente scarse, e solo sulle riserve indiane, anche se la Nazione Squamish deve essere, come altri governi nativi, consultato sulle edificazioni all'interno del territorio del loro popolo. I residenti delle riserve indiane non sono governati dal Distretto di Squamish, ma dalla Nazione Squamish. La popolazione della Nazione Squamish e delle Riserve Indiane include anche i villaggi a Vancouver Nord e un numero di altre riserve a Gibsons e in altre parti della regione.
Il nome Keh Kait era quello tradizionale per la zona dove sorge l'odierno centro di Squamish.

## Attività

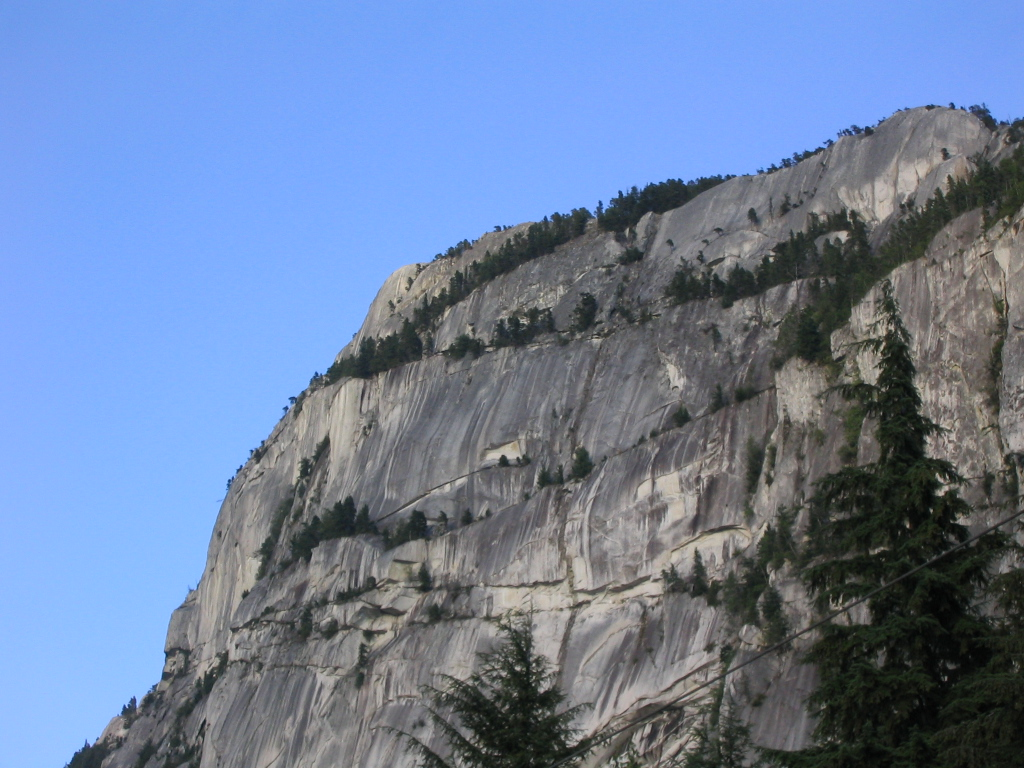
Lo Stawamus Chief

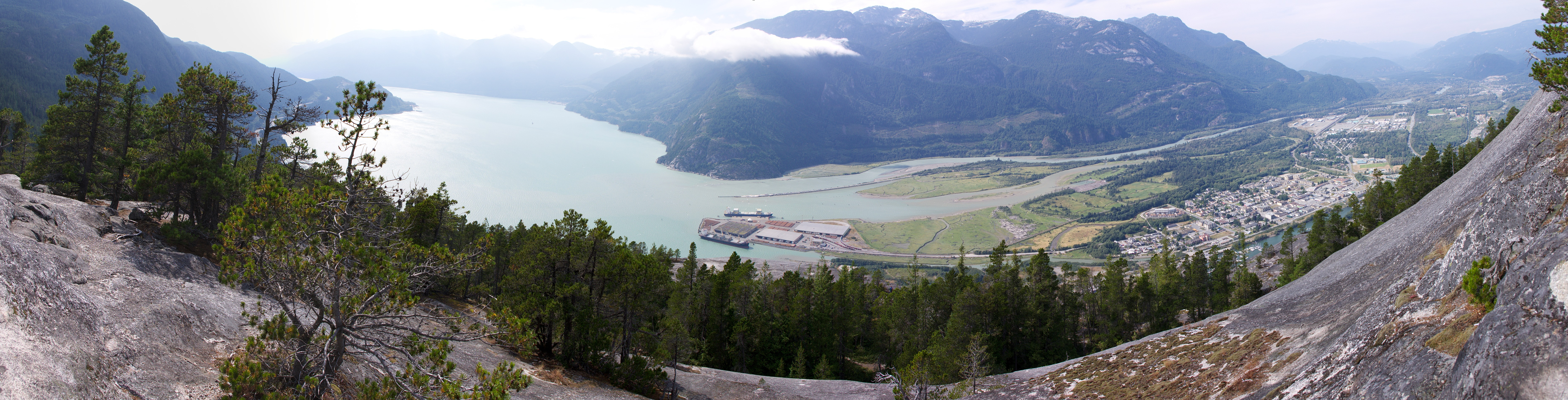
Veduta dal primo picco dello Stawamus Chief

Le attrazioni includono lo Stawamus Chief, un enorme massiccio di granito dalle pareti a strapiombo molto apprezzato dai rocciatori. In aggiunta ad oltre 300 percorsi di arrampicata sul Chief vero e proprio, una maggioranza dei quali richiedono la tradizionale protezione per l'arrampicata, sono presenti alcuni ripidi sentieri escursionistici intorno alla parte posteriore per accedere ai tre picchi che formano il massiccio, che offrono tutti vedute della Baia di Howe e delle Montagne Costiere circostanti. In tutto, tra Shannon Falls, il Parco Murrin, il Malamute e i Little Smoke Bluffs, ci sono oltre 1.200 percorsi per arrampicata su roccia nell'area di Squamish (e più o meno altre 300 arrampicate a nord di Squamish sulla strada per Whistler). In anni recenti, Squamish è diventata anche un'importante destinazione per l'arrampicata su massi, con oltre 2.500 problemi descritti nella guida locale.
Il kiteboard e il windsurf sono sport acquatici popolari a Squamish durante l'estate. Il vento prevedibile nei giorni caldi e assolati rende la lingua di terra dello Squamish Spit una località di primo piano per il kiteboard nel Canada occidentale.
La qualità dell'esteso sistema di sentieri di Squamish è una caratteristica fondamentale di una corsa campestre annuale di 50 miglia (80 chilometri), la Squamish 50. I corridori solitari e le squadre a staffetta corrono su molti degli stessi sentieri come il Test of Metal ("Prova del metallo"), e passano attraverso il Parco provinciale di Alice Lake e il campus dell'Università di Quest. The Double ("Il Doppio") è un premio offerto annualmente al partecipante con il tempo combinato più veloce sia per il Test of Metal che per l'Arc'teryx Squamish 50.
Altre attrazioni turistiche a Squamish includono le cascate di Shannon Falls; il rafting sui fiumi Elaho e Squamish; andare in motoslitta sul vicino Ponte di Brohm; e l'osservazione dell'aquila calva nella comunità di Brackendale, che ha una delle più grandi popolazioni di aquile calve del Nord America. Squamish è anche una destinazione popolare tra gli escursionisti, gli alpinisti e gli sciatori fuori pista della Grande Vancouver, che visitano i grandi parchi provinciali nelle Montagne Costiere circostanti.

## Società

### Evoluzione demografica
| Popolazione storica | Popolazione storica | Popolazione storica |
| Anno                | Pop.                | ±%                  |
| ------------------- | ------------------- | ------------------- |
| 1981                | 10.272              | –                   |
| 1986                | 10.157              | 1,1%                |
| 1991                | 11.709              | +15,3%              |
| 1996                | 13.944              | +19,1%              |
| 2001                | 14.247              | +2,2%               |
| 2006                | 14.949              | +4,9%               |
| 2011                | 17.158              | +14,8%              |
| [ 11 ]              |                     |                     |

| Censimento del 2006 del Canada         | Censimento del 2006 del Canada        | Popolazione | % della popolazione totale |
| -------------------------------------- | ------------------------------------- | ----------- | -------------------------- |
| Gruppo delle minoranze visibili Fonte: | Cinesi                                | 110         | 0,7%                       |
| Gruppo delle minoranze visibili Fonte: | Sud-asiatici                          | 1.675       | 11,3%                      |
| Gruppo delle minoranze visibili Fonte: | Neri                                  | 40          | 0,3%                       |
| Gruppo delle minoranze visibili Fonte: | Filippini                             | 220         | 1,5%                       |
| Gruppo delle minoranze visibili Fonte: | Latinoamericani                       | 95          | 0,6%                       |
| Gruppo delle minoranze visibili Fonte: | Sudest-asiatici                       | 45          | 0,3%                       |
| Gruppo delle minoranze visibili Fonte: | Arabi                                 | 0           | 0%                         |
| Gruppo delle minoranze visibili Fonte: | Ovest-asiatici                        | 25          | 0,2%                       |
| Gruppo delle minoranze visibili Fonte: | Coreani                               | 70          | 0,5%                       |
| Gruppo delle minoranze visibili Fonte: | Giapponesi                            | 35          | 0,2%                       |
| Gruppo delle minoranze visibili Fonte: | Altra minoranza visibile              | 0           | 0%                         |
| Gruppo delle minoranze visibili Fonte: | Minoranza visibile mista              | 25          | 0,2%                       |
| Totale popolazione minoranze visibili  | Totale popolazione minoranze visibili | 2.345       | 15,8%                      |
| Gruppo aborigeno Fonte:                | Prime Nazioni                         | 550         | 3,7%                       |
| Gruppo aborigeno Fonte:                | Métis                                 | 0           | 0%                         |
| Gruppo aborigeno Fonte:                | Inuit                                 | 0           | 0%                         |
| Totale popolazione aborigena           | Totale popolazione aborigena          | 550         | 3,7%                       |
| Bianchi                                | Bianchi                               | 11.990      | 80,6%                      |
| Totale popolazione                     | Totale popolazione                    | 14.885      | 100%                       |

## Clima
Squamish è una delle località abitate più umide del Canada, con oltre 2.200 mm di piogge all'anno, che cadono spesso per lunghi tratti durante l'inverno.
| Mese                  | Mesi  | Mesi  | Mesi  | Mesi  | Mesi  | Mesi | Mesi | Mesi | Mesi | Mesi  | Mesi  | Mesi  | Stagioni | Stagioni | Stagioni | Stagioni | Anno    |
| Mese                  | Gen   | Feb   | Mar   | Apr   | Mag   | Giu  | Lug  | Ago  | Set  | Ott   | Nov   | Dic   | Inv      | Pri      | Est      | Aut      | Anno    |
| --------------------- | ----- | ----- | ----- | ----- | ----- | ---- | ---- | ---- | ---- | ----- | ----- | ----- | -------- | -------- | -------- | -------- | ------- |
| T. max. media (°C)    | 5,6   | 8,7   | 11,3  | 15,1  | 18,1  | 20,5 | 23,1 | 23,3 | 20,7 | 14,6  | 8,7   | 5,2   | 6,5      | 14,8     | 22,3     | 14,7     | 14,6    |
| T. media (°C)         | 2,7   | 4,6   | 6,7   | 9,9   | 12,9  | 15,5 | 17,8 | 17,8 | 15,0 | 10,3  | 5,5   | 2,5   | 3,3      | 9,8      | 17,0     | 10,3     | 10,1    |
| T. min. media (°C)    | −0,3  | 0,4   | 2,1   | 4,6   | 7,6   | 10,4 | 12,4 | 12,2 | 9,2  | 5,9   | 2,3   | −0,2  | 0,0      | 4,8      | 11,7     | 5,8      | 5,6     |
| T. max. assoluta (°C) | 14,5  | 20,5  | 26,0  | 30,5  | 36,5  | 35,0 | 36,0 | 35,0 | 37,0 | 29,0  | 17,5  | 13,0  | 20,5     | 36,5     | 36,0     | 37,0     | 37,0    |
| T. min. assoluta (°C) | −12,5 | −14,5 | −8,0  | −2,0  | 0,5   | 3,5  | 6,0  | 5,0  | 1,5  | −4,0  | −9,5  | −14,5 | −14,5    | −8,0     | 3,5      | −9,5     | −14,5   |
| Precipitazioni (mm)   | 300,2 | 179,7 | 198,4 | 152,5 | 115,7 | 82,6 | 59,3 | 66,2 | 82,6 | 255,5 | 382,2 | 268,4 | 748,3    | 466,6    | 208,1    | 720,3    | 2 143,3 |
| Giorni di pioggia     | 17,2  | 14,0  | 18,2  | 16,3  | 14,2  | 12,1 | 8,3  | 8,3  | 8,8  | 17,1  | 20,5  | 17,6  | 48,8     | 48,7     | 28,7     | 46,4     | 172,6   |
| Nevicate (cm)         | 25,9  | 13,1  | 8,1   | 0,1   | 0,0   | 0,0  | 0,0  | 0,0  | 0,0  | 0,0   | 9,2   | 30,6  | 69,6     | 8,2      | 0,0      | 9,2      | 87,0    |
| Giorni di neve        | 4,3   | 2,0   | 1,1   | 0,05  | 0,0   | 0,0  | 0,0  | 0,0  | 0,0  | 0,0   | 1,8   | 4,1   | 10,4     | 1,2      | 0,0      | 1,8      | 13,4    |